# Periphrage barbatula
Periphrage barbatula är en fjärilsart som beskrevs av Herrich-Schäffer 1853. Periphrage barbatula ingår i släktet Periphrage och familjen nattflyn. Inga underarter finns listade i Catalogue of Life.